# Черногузы
Черногу́зы (укр. Чорногузи) — село в Вижницкой городской общине Вижницкого района Черновицкой области Украины.
Население по данным 2024 года составляло 2950 человек. Почтовый индекс — 59206. Телефонный код — 3730. Код КОАТУУ — 7320586001.